# Brunei nos Jogos Olímpicos de Verão de 2020
Brunei participou nos Jogos Olímpicos de Verão de 2020 em Tóquio. Originalmente programados para ocorrerem de 24 de julho a 9 de agosto de 2020, os Jogos foram adiados para 23 de julho a 8 de agosto de 2021, por causa da pandemia COVID-19. Será a sétima participação da nação nos Jogos Olímpicos de Verão desde a sua estreia em 1988.

## Competidores
Abaixo está a lista do número de competidores nos Jogos.
| Esporte   | Masculino | Feminino | Total |
| --------- | --------- | -------- | ----- |
| Atletismo | 1         | 0        | 1     |
| Natação   | 1         | 0        | 1     |
| Total     | 2         | 0        | 2     |

## Atletismo
Brunei recebeu vagas de Universalidade da IAAF para enviar um atleta às Olimpíadas.
- Nota– As posições para os eventos de pista são em relação à bateria do atleta
- Q = Qualificado para a próxima fase
- q = Qualificado para a próxima fase como o perdedor mais rápido ou, em eventos de campo, pela posição sem atingir o alvo para qualificação
- NR = Recorde nacional
- N/A = Fase não aplicável para o evento
- Bye = Atleta não precisou disputar aquela fase

Eventos de pista e estrada
| Atleta                      | Evento          | Eliminatória | Eliminatória | Quartas-de-final | Quartas-de-final | Semifinal | Semifinal | Final     | Final   |
| Atleta                      | Evento          | Resultado    | Posição      | Resultado        | Posição          | Resultado | Posição   | Resultado | Posição |
| --------------------------- | --------------- | ------------ | ------------ | ---------------- | ---------------- | --------- | --------- | --------- | ------- |
| Muhd Noor Firdaus Ar-Rasyid | 200 m masculino |              |              |                  |                  |           |           |           |         |

## Natação
Brunei recebeu um convite de Universalidade da FINA para enviar seu nadador de melhor ranking para o respectivo evento individual nas Olimpíadas, baseado no Sistema de Pontos da FINA de 28 de junho de 2021. Será a estreia da nação no esporte.
| Atleta             | Evento                | Eliminatória | Eliminatória | Semifinal | Semifinal | Final | Final   |
| Atleta             | Evento                | Tempo        | Posição      | Tempo     | Posição   | Tempo | Posição |
| ------------------ | --------------------- | ------------ | ------------ | --------- | --------- | ----- | ------- |
| Muhammad Isa Ahmad | 100 m peito masculino |              |              |           |           |       |         |